# 치랑현

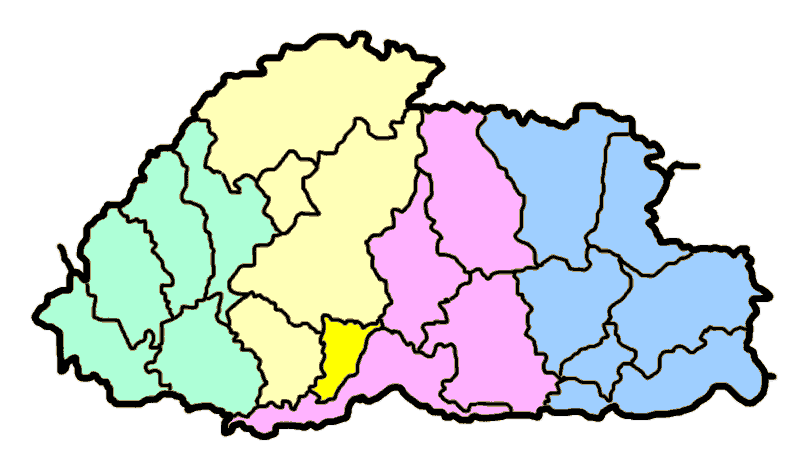
치랑 현의 위치

치랑현(종카어: རྩི་རང་རྫོང་ཁག་)은 부탄을 구성하는 20개 현(종카그) 가운데 하나로, 부탄 남부에 위치한다. 현청 소재지는 담부이며 면적은 632km2, 인구는 18,667명(2005년 기준)이다. 12개 게워그(바르숑, 베테니, 둥레강, 고셀링, 키코르탕, 멘드렐강, 파탈레, 푸텐추, 랑탕링, 셈종, 촐링카르, 치랑토에)를 관할한다.

## 같이 보기
- 종카그